# Episodi di Re di cuori (prima stagione)
La prima stagione della serie televisiva Re di cuori è stata trasmessa in Australia sulla rete Nine Network dal 14 settembre al 16 novembre 2016.
In Italia, la serie è andata in onda su Rai 2 dal 10 agosto al 7 settembre 2019.
| n° | Titolo originale        | Titolo italiano         | Prima TV AUS      | Prima TV Italia  |
| -- | ----------------------- | ----------------------- | ----------------- | ---------------- |
| 1  | Doctor Doctor           | L'anno sabbatico        | 14 settembre 2016 | 10 agosto 2019   |
| 2  | Home Sweet Home         | La bustarella           | 21 settembre 2016 | 17 agosto 2019   |
| 3  | San Francisco           | San Francisco           | 28 settembre 2016 | 17 agosto 2019   |
| 4  | I Need Another Drink    | Sotto ricatto           | 5 ottobre 2016    | 24 agosto 2019   |
| 5  | We Don't Need           | L’eroe di casa          | 12 ottobre 2016   | 24 agosto 2019   |
| 6  | Golden Harvest          | La verità viene a galla | 19 ottobre 2016   | 31 agosto 2019   |
| 7  | This is Not a Love Song | Pene del cuore          | 26 ottobre 2016   | 31 agosto 2019   |
| 8  | The Truth is Out There  | La verità è là fuori    | 2 novembre 2016   | 31 agosto 2019   |
| 9  | Say Sayonara            | Sayonara                | 9 novembre 2016   | 7 settembre 2019 |
| 10 | Mash                    | Bon voyage              | 16 novembre 2016  | 7 settembre 2019 |